# Kolmården
För andra betydelser, se Kolmården (olika betydelser).

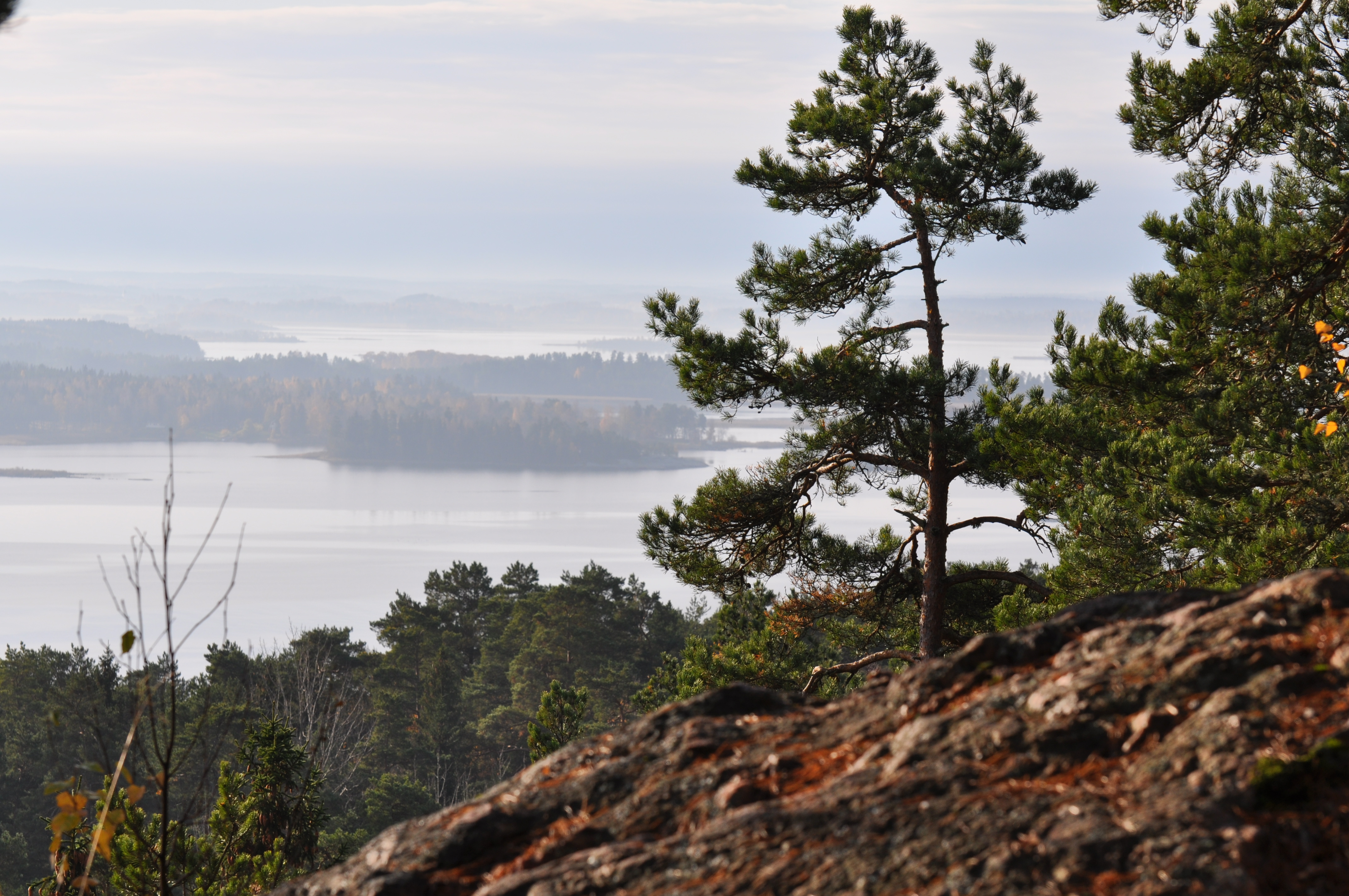
Utsikt över Bråviken från Kolmårdsbranten.

Kolmården uttal (fil) är ett större bergs- och skogsområde i gränstrakterna mellan Östergötland och Södermanland. Kolmården ligger till större delen inom landskapet Östergötland norr om Bråviken, men med de nordliga och nordostliga delarna i Södermanland. Längst i väster berörs även Närke, där Kolmården får en naturlig fortsättning i Tylöskogen och Tiveden.
Under tidig medeltid var skogen svår att passera och istället använde man sjövägen längs Östersjökusten. Namnet Kolmården kommer från fornsvenskans Colmarþ och Kulmarþ, antagligen av ett substantiv marþer, skog; således "kolskogen".
Idag är Kolmården mest känt för Kolmårdens djurpark som är den största djurparken i Sverige.

## Kommunikationer
Kolmårdens järnvägsstation i Krokeks socken öppnades den 1 oktober 1915, lades ned den 18 juni 1973, men återöppnades den 13 juni 2000. 1915–1970 hette stationen Krokek. Kolmårdssjukhuset  hade egen järnävägshållplats mellan 15 maj 1933 och 28 maj 1967. Fram till 1953 hette den Bråviken, mellan 1953 och 1962 Kolmårdssanatoriet.

## Geografi
Den breda, tillplattade, av en mängd tvärdalar, kärr och vattendrag söndersplittrade bergåsen höjer sig nordost om Norrköping ur Östersjön, över slättlandet sträcker den sig, med kullar av 15 till 60 meters höjd, västerut, brant stupande mot söder till Bråviken, Östergötlands slättbygd och sjön Glan, men mot norr så småningom övergående i de lägre kuperade trakter, som omger Södermanlands insjöar. Mot nordväst sträcker sig Kolmårdens utsprång ända till sjön Sottern i Närke samt inåt trakterna av Finspång i Östergötland, sålunda sammanhängande med bergssträckningen Tylöskogen. Alldeles norr om Ågelsjön, i närheten av Hults bruk norr om Åby, når Kolmården sin största höjd, Jakobsdalsberget på 171 meter. Längre österut finns också flera höga punkter utmed Bråviken, till exempel Apberget i djurparken på 118 meter över vattnet. På flera ställen förekommer järn-, koppar- med flera malmstråk. Berggrunden utgörs huvudsakligen av röd gnejs; på flera ställen finns i denna inkilade mäktiga lager av kornig kalksten, vilken förr i tiden bearbetades och är allmänt känt under namnet Kolmårdsmarmor.
Vid det sedan 1970-talet nerlagda Kolmårdens marmorbruk finns en utkiksplats kallad "Tittut" med utsikt över Bråviken, Svintaskär, Esterön och hamninloppet till Norrköping. På andra sidan Bråviken tonar det låglänta Vikbolandet upp sig. Nordisk familjebok (andra upplagan, 1911) skriver att ”[u]tsikterna från bergåsens sydliga branter öfver Bråviken, Glan och slätten kring Norrköping äro med rätta berömda”.

## Arkeologi

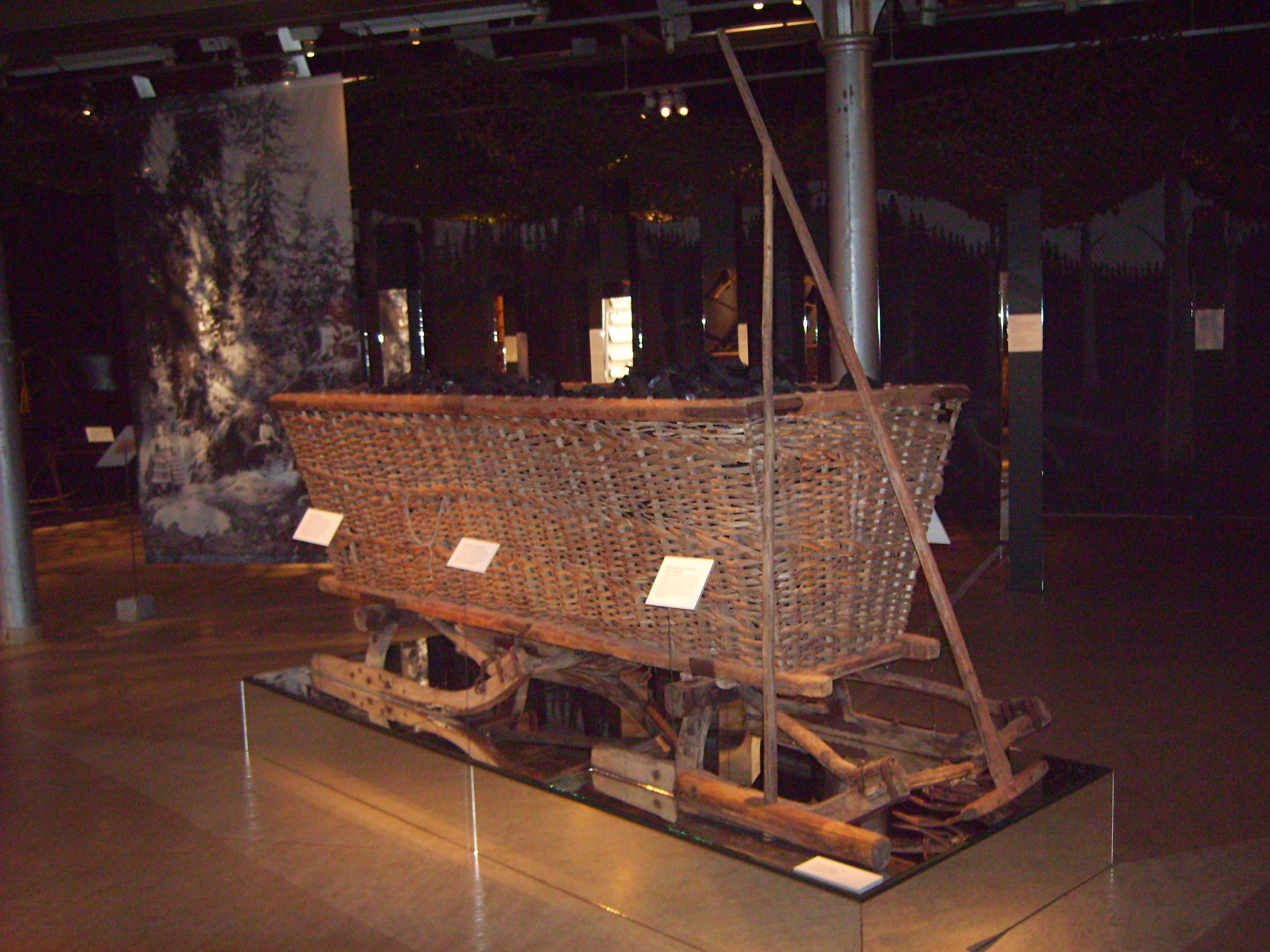
Kolsläde på en utställning om Kolmården 2007. Kol var en av de viktigaste skogsprodukterna och kol- utgör förled i skogsområdets namn.

Kolmården har många välbevarade lämningar från främst två tidsperioder, stenålder och medeltid. Möjligen har området under andra tidsperioder setts som svårtillgängligt och farligt. På de höga bergstopparna, som under stenåldern utgjorde öar i en ytterskärgård, ligger boplatser nyttjade som jakt- och fiskestationer av stenåldersmänniskan. Som viktiga exempel kan nämnas de gropkeramiska boplatserna vid Säter, vid Kvarsebo i Östergötland. Även tidigmesolitiska boplatser har påträffats i Kolmårdsskogarna.
En annan fornlämningskategori, som är väl företrädd i Kolmården, är lämningar av det medeltida bergsbruket. Hyttor, kolbottnar och andra lämningar, inte minst inom gränserna för Tuna bergslag, vittnar om Kolmårdens betydelse för metallhanteringen under medeltiden. Vid platsen för Krokeks konvent har det på 2000-talet genomförts ganska omfattande arkeologiska undersökningar.
Kolmårdens otillgänglighet, vilket lett till en låg exploateringsgrad, har gjort att dessa lämningar idag är välbevarade.